# Янукович, Виктор Викторович
Ви́ктор Ви́кторович Януко́вич (укр. Віктор Вікторович Янукович, имя по российскому паспорту — Ви́ктор Алексе́евич Давы́дов; 16 июля 1981, Енакиево, Донецкая область, Украинская ССР, СССР — 20 марта 2015, остров Ольхон, Иркутская область, Россия) — украинский политик, народный депутат Украины V—VII созывов, младший сын Виктора Фёдоровича Януковича, мастер спорта в категории автоспорт, кандидат наук по государственному управлению.

## Биография
Родился 16 июля 1981 года в Енакиево в семье Виктора Фёдоровича Януковича и Людмилы Александровны Янукович, старший брат —  Александр.

### Образование
- В 1998 году окончил среднюю школу.
- С 1998 по 2003 год учился в Донецком национальном университете, специальность «Международная экономика», где получил квалификацию магистра по экономике предприятия.
- 17 июня 2009 года в Донецком государственном университете управления защитил кандидатскую диссертацию «Формирование и реализация государственной социальной политики».

### Деятельность
- В 1998 году Виктор участвовал на выставке автомобилей в Киеве, представив свою тюнингованную «Мазду 323»[4].
- С июня 2002 по сентябрь 2004 года был вице-президентом Донецкой областной общественной организации Региональный центр «Содействие».
- С июля 2004 по ноябрь 2004 года занимал должность первого заместителя генерального директора ООО «СК» в городе Донецке.
- С ноября 2005 года по совместительству занимал должность первого заместителя генерального директора ООО «БК-Инжиниринг».
- С ноября 2005 по 2010 год работал заместителем председателя Всеукраинской молодёжной общественной организации «Союз молодёжи регионов Украины».
- С мая 2006 года — народный депутат Украины V и VI созывов (от Партии регионов).
- С 2010 года — почётный президент украинской молодёжной общественной политической организации «Молодые регионы».
- С 2012 года — член президиума ВОО «Совет по конкурентоспособности индустрии информационно-коммуникационных технологий Украины».
- С 2012 года — первый вице-президент автомобильной федерации Украины (АФУ).
- После свержения в феврале 2014 года президента Украины В. Ф. Януковича Виктор Янукович-младший проживал в России, при этом, по информации российских спецслужб, его «могли признать нуждающимся в государственной защите и выдать ему новые документы»[5][6][7].

### В политике
- В 2011 году Верховная Рада в первом чтении приняла законопроект о проведении эксперимента в сфере информационных технологий, соавтором которого выступил Виктор Янукович. Согласно этому законопроекту, отечественным ИТ-компаниям будут предоставлены «налоговые каникулы» на 5 лет[8].
- Виктор Янукович выступал за политику государственного протекционизма кино, которая предусматривает защиту и продвижение национального фильма на внутреннем и международных рынках через налоговые стимулы, финансовую и законодательную поддержку[9].
- В 2011 году политик заявил о необходимости введения на Украине сертификации дорожных отбойников[10]. Депутатское обращение с соответствующей инициативой было направлено в Государственное агентство автомобильных дорог[11].
- 22 декабря 2011 в первом чтении был принят законопроект, направленный на развитие ИТ-отрасли на Украине — «Об экономическом эксперименте по созданию благоприятных условий для развития на Украине индустрии программной продукции» (№ 8267 от 18.03.2011), соавтором которого выступил Виктор Янукович.
- 15 июня 2012 года Виктор Янукович зарегистрировал в Верховной Раде три законопроекта, которые направлены на расширение политики государственного протекционизма украинского кино.
- 10 августа 2012 во втором чтении проголосовал за Закон Украины «Про засади державної мовної політики», который, по мнению оппозиционных политиков, противоречит Конституции Украины, не имеет финансово-экономического обоснования, направлен на уничтожение украинского языка[12][13]. Но потом отозвал свой голос. Закон был принят с нарушениями[14][15].
- Зарегистрированные законопроекты: «О внесении изменений в некоторые законодательные акты Украины (относительно усовершенствования механизмов государственной поддержки киноотрасли)», «О внесении изменений в Таможенный кодекс Украины (относительно усовершенствования механизмов государственной поддержки киноотрасли)», «О внесении изменений в Налоговый кодекс Украины (по совершенствованию механизмов государственной поддержки киноотрасли)».

## Личная жизнь
Виктор Викторович Янукович был женат на Ольге Станиславовне Янукович (Корочанской) (род. 13 октября 1985). Виктор познакомился с Ольгой в автосалоне в 2008 году; взаимный интерес к автомобилям послужил поводом для знакомства. Сын — Илья Викторович Янукович (род. 31 января 2010).

## Гибель
22 марта 2015 года украинское интернет-издание «Левый берег» со ссылкой на 4 источника, в том числе и неназванные российские, сообщило, что Виктор Викторович Янукович погиб вечером 20 марта. В акватории озера Байкал в районе северной части острова Ольхон микроавтобус «Volkswagen» провалился под лёд. В салоне микроавтобуса находилось 6 человек, из которых покинуть тонущую машину смогли все, кроме водителя, пристёгнутого ремнём безопасности.
Руководитель пресс-службы МЧС РФ по Иркутской области Андрей Шутов заявил нескольким связавшимся с ним средствам массовой информации, что водитель, который погиб — Виктор Алексеевич Давыдов 1981 года рождения. При этом некоторые издания отмечают, что фамилия бабушки Виктора Викторовича по материнской линии — Давыдова. По данным российских спецслужб, Янукович-младший с учётом событий на Украине мог проживать в России не под своим, а под другим именем.
Информацию о смерти Януковича-младшего подтвердил депутат Верховной Рады Украины Нестор Шуфрич, который уже 22 марта выразил официальные соболезнования экс-президенту Украины Виктору Януковичу; агентству РБК факт подтвердил человек из окружения Януковича, бывший премьер-министр Николай Азаров. Информацию подтвердили также представители противоборствующих сторон конфликта на юго-востоке Украины Олег Царёв и Антон Геращенко. При этом каждый из политиков ссылался на свои источники, Геращенко — на прямой разговор с очевидцами происшествия на Байкале, друзьями Виктора Януковича-младшего, сопровождавшими его в роковой поездке у острова Ольхон. По данным иркутских СМИ и аффилированной с Министерством обороны РФ телерадиокомпании «Звезда», с «максимальной достоверностью» установлено, что погибший 20 марта на льду Байкала Виктор Давыдов являлся Виктором Януковичем-младшим.
Вечером 22 марта 2015 года тело было отправлено чартерным авиарейсом в Крым. 23 марта 2015 года, после отпевания в Свято-Никольском храме в присутствии отца и семьи, Виктор Янукович-младший был похоронен на Братском военно-мемориальном кладбище в Севастополе. В этот же день Партия регионов опубликовала на своём официальном сайте некролог.
По разъяснению администрации Нахимовского района Севастополя, решение похоронить Виктора Януковича-младшего среди героев Крымской войны объяснялось обстоятельствами его героической гибели: Виктор ценой своей жизни помог всем пассажирам выбраться из автомобиля, а сам спастись не успел. Брат погибшего Александр Янукович сообщил «Комсомольской правде», что похороны в Крыму связаны с тем, что здесь проживает мать обоих братьев — Виктора и Александра.
Официальные представители Российской Федерации, на территории которой произошло чрезвычайное происшествие, не подтвердили и не опровергли информацию о гибели Виктора Януковича-младшего.
В интервью украинскому изданию «Вести» автогонщик и автомобильный журналист Алексей Мочанов заявил, что «выехать на лёд, несмотря на запрещающие знаки — вполне в стиле Виктора Януковича-младшего». Также Мочанов отметил, что «у него была хорошая техника, и на гонках он не чурался любой работы, любил всё делать сам. Если надо было копать, он копал, надо было цеплять лебёдки — цеплял».

## Доходы
- Согласно декларации о доходах за 2009 год, Янукович-младший получил 182 тысячи гривен зарплаты народного депутата, а также 34 тысячи гривен материальной помощи[31].
- На 2011 год в собственности В. В. Януковича на Украине находилась квартира площадью 379,1 квадратных метров и жилой дом площадью 510 квадратных метров[31].

## Спорт и увлечения
- Виктор имел большой автопарк, увлекался гонками и был организатором и участником трофи-рейдов в качестве водителя[7].
- Выиграл самую сложную внедорожную гонку Украины — на спорт прототипе Mercedes G230 стал одним из победителей «АТЛ-Трофи 2010». Гонка проходила с 2 по 4 июля 2010 года[32].
- Занимался автокроссом, кольцевыми гонками, стендовой стрельбой.
- Увлекался бильярдом и вейкбордингом, разновидностью виндсёрфинга[33].
- Чемпион бильярдного турнира депутатского клуба «Парламент» (2006).
- В 2011 году Виктор Янукович выиграл в чемпионате «Украина Трофи» в самой сложной категории ТР-3 и получил звание мастера спорта в категории «Автоспорт».
- В 2011 и 2012 годах выступил одним из идеологов и организаторов самого масштабного этапа чемпионата Украины по трофи-рейдам «Украина Трофи».